# Lenguas mascoyanas
Las lenguas mascoyanas (o lenguas lengua-maskoy) son una pequeña familia de lenguas de Paraguay, que ocupan básicamente el centro del Chaco paraguayo, extendiéndose sobre los departamentos de Alto Paraguay, Boquerón, Concepción y Presidente Hayes.

## Historia y distribución
Durante la guerra del Chaco (1932-1935) entre Bolivia y Paraguay hubo grandes movimientos de población en la región del Gran Chaco tanto a causa de la propia guerra como por los desarrollos socioeconómicos subsiguientes. Por lo que la distribución de las lenguas mascoyanas se vio alterada, sin embargo existen descripciones adecuadas de la distribución de estas lenguas hacia 1900.

## Clasificación
Las lenguas de la familia lengua–mascoy han sido descritas ocasionalmente como una lengua aislada con numerosos dialectos, o como una pequeña familia. Las lenguas de la familia son:
- Emok (también, Angacasionalmente  en los departamentos de Boquerón, Concepción y Presidente Hayes: 1.647-4.000 (991);[6] 971 (2004);[5] 1.700 (2007).[1]
- Guaná (también, Kaskihá/Cashquiha), hablado en Concepción y Presidente Hayes: 84-600 (1991);[6] 24 (2004);[5] 280-500 (2007).[1][7]
- Enxet, hablado en el Departamento de Presidente Hayes por unas 3.000 personas.[8]
- Enlhet, hablado en el Departamento de Presidente Hayes por unas 7.000 personas.[9]
- Sanapaná (también, Quiativis, Quilyacmoc, Lanapsua, Saapa, Sanam), hablado en Presidente Hayes: 1.063-2.900 (1991);[10] 789 (2004);[5] 1.000[1]-6.810 (2007).[11]
- Maskoy (también, Quilyilhrayrom, Cabanatit, Machicui, Enenlhit), hablado en Alto Paraguay, Boquerón, Concepción y Presidente Hayes: 2.057-2.500 (1991);[10] 1.312 (2004);[5] 1.000[1]-1.680 (2007).[12]

### Relación con otras lenguas
Algunos autores han propuesto que estas lenguas estarían emparentadas con las lenguas mataco-guaicurú de Paraguay, sur de Bolivia y norte de Argentina, y ha existido un cierto debate en torno a la cuestión del parentesco de las lenguas del Chaco.
Ahora que están disponibles diccionarios y descripciones gramaticales, la cuestión ha vuelto a debatirse sobre una mejor evidencia. En cualquier caso está claro que estas lenguas comparten un cierto número de rasgos tipológicos tanto gramaticales como fonológicos, lo cual no necesariamente indica parentesco, pero sugiere algún tipo de contacto estrecho prolongado entre las mismas, como mínimo. Entre estos rasgos están la nasalización como rasgo distintivo y la existencia de armonía vocálica, y ausencia de grupos consonánticos complicados. También está bastante extendido el patrón activo o ergativo con orden básico SVO (en oraciones transitivas) y VS (en oraciones intransitivas). La persona gramatical es marcada mediante prefijos tanto en el nombre como en el verbo. En el nombre se da con frecuencia una distinción entre posesión alienable/inalienable. 
La cuestión última del parentesco depende especialmente del avance del trabajo sobre las lenguas zamucoanas y mascoyanas, después del cual podría abordarse una comparación de mayor alcance sobre las familias del Chaco.

## Descripción lingüística
Ha existido muy poca investigación sistemática sobre esta lengua o grupo de lenguas. Por ejemplo, actualmente no se ha hecho un análisis profundo de la fonología, aunque está clara la existencia de armonía vocálica.

### Gramática
El verbo en el idioma lengua-maskoy posee una amplia gama de clasificadores verbales, que marcan nociones como la direccionalidad y la localización de la acción. En cuanto a las marcas pronominales de objeto en el verbo sólo existen para la primera persona. En cambio el sujeto posee cinco marcas: una de primera persona singular, otra para segunda y tercera (diferenciado también entre masculino y femenino), otra la primera persona plural y otra más común a la segunda y tercera personas plurales. No está claro si existe distinción de inclusividad en la primera persona plural. Las marcas de sujeto son:
ik- (1ª SG )
ap- (2.ª/3.ª SG MASC)
in- (2.ª/3.ª SG FEM)
nin- (1.ª PL)
kyel- (2.ª/3.ª PL)
En el nombre, los pronombres posesivos son obligatorios con partes del cuerpo y términos de parentesco ('padre', 'madre', 'hijo', 'hermano', etc.). Las distinciones de género tienen un papel importante en la morfología de la lengua. Los pronombres posesivos preceden al elemento poseído:
kila:na ak-ta-lnama
de.la.mujer 3P.SG.FEM-vestido
'el vestido de la mujer'

### Comparación léxica
Los numerales en diferentes lenguas mascoyanas son:
| GLOSA | Guaná     | Lengua (Enxet)         | Sanapaná                     | Maskoy                   | PROTO- MASCOYANO                 |
| ----- | --------- | ---------------------- | ---------------------------- | ------------------------ | -------------------------------- |
| '1'   | ɬeːpak    | ɬama                   | ɬɪma                         | ɬema                     | *ɬema                            |
| '2'   | aʀaet     | aʔnet                  | kanɪt                        | hanet                    | *xanet                           |
| '3'   | aʀaetnaɬe | naʔatkeʔ               | kanɪtnaɬɪma                  | hanetoɬemʔa              | *xanet-na-ɬe                     |
| '4'   |           | noːk-nekhaʔ            | kanɪtnaɬɪma- ɬɪma            |                          | *                                |
| '5'   |           | ɬama-emek              | ɬɪma ɪmmɪk                   | ɬememek                  | *ɬema emek 'una mano'            |
| '6'   |           | ɬama-moːk- eːmek       | ɬɪma ɪmmɪk- ɬɪma             | ɬema-nekhaʔ- emek        | *5 + 1                           |
| '7'   |           | aʔnet-moːk- eːmek      | ɬɪma ɪmmɪk- kanɪt            | hanet-nekhaʔ- emek       | *5 + 2                           |
| '8'   |           | naʔatke- moːk-eːmek    | ɬɪma ɪmmɪk- kanɪtnaɬɪma      | hanetoɬemʔa- nekhaʔ-emek | *5 + 3                           |
| '9'   |           | noːk-nekha- moːk-eːmek | ɬɪma ɪmmɪk- kanɪtnaɬɪma-ɬɪma |                          | *5 + 4                           |
| '10'  |           | saʋhoːk-emeok          | kanɪt ɪmmɪk                  | saʋhemejok               | *saʋh- + emeok 'manos completas' |
Algunas formas adicionales útiles para la comparación proceden de las listas de Loukotka (1968):
| GLOSA    | Kaskihá   | Sanapaná  | Angaité  | Kilyetwaiwo | Lengua   | Maskoy   | PROTO- MASCOYANO |
| -------- | --------- | --------- | -------- | ----------- | -------- | -------- | ---------------- |
| 'uno'    | thãabok   | inskipkoé | slima    | slima       | sláma    | sláma    | *ɬema            |
| 'dos'    | hãkãnit   | inkanéit  | kaened   | haenit      | aʔánit   | agaʔét   | *(a-)xanet       |
| 'oreja'  | hea-xtik  | iñ-altik  | aua-tik  | enet-ktek   | aha-ktik | hartek   | *-ʀtik           |
| 'pie'    | he-menik  | i-meníek  | i-menék  |             | minik    | he-menek | *-menik          |
| 'mujer'  | enkeluana | kilaua    | kelaa    |             | kilyaná  | inkilána | *kilwána         |
| 'agua'   | yemen     | ilmen     | islmen   |             | yigmin   | igmen    | *igmen           |
| 'fuego'  | tatha     | taothla   | tathxa   |             | tatsla   | taslá    | *taɬá            |
| 'sol'    | agmĩn     | akmén     | agmén    | yenmet      | ixim     | ikim     | *akmín           |
| 'luna'   | pithtin   | pielstén  | pelsxtén |             | piltin   | pelsten  | *piɬtin          |
| 'tabaco' | xená      | inhaihak  | hená     |             | haéna    | hekena   | *xena            |